# Драчевац
Драчевац (итал. Dracevazzo) је насељено место у Републици Хрватској у Истарској жупанији. Административно је у саставу Града Пореча.

## Географија
Драчевац је насеље 9 км југоисточно од Пореча на пољопривредном подручју између насеља Жбадаја и Фришкулина на надморској висино од 87 метара. Лежи на раскршћу локалних путева који повезују сва насеља у залеђу Пореча.

## Историја
Терен је равничарски с правилним купастим брежуљцима на којима су често остаци градинских насеља (Маловар, Пицуги, Монтижана). Насеље је настало у средрем веку. Било је озидано и имало је мању тврђаву за одбрану. Прве морлачке породице, избјеглице пред Османлијама, Млечани су населили 1573. (шест породица), а 1623. након епидемија куге још 19 породица. Захваљујући пољопривреди, насеље се развијало, нарочито у другој половини XIX и почетком XX века.

## Становништво
Становништво се претежно бави пољопривредом (винова лоза, житарице, поврће и маслине) и сточарством (говеда и свиње. Према последњем попису становништва из 2001. године у насељу Драчевац је живео 130 становник који су живели у 30 породичних и 14 самачких домаћинства.
Кретање броја становника по пописима 1857—2001.
| година пописа  | 1857. | 1869. | 1880. | 1890. | 1900. | 1910. | 1921. | 1931. | 1948. | 1953. | 1961. | 1971. | 1981. | 1991. | 2001. |
| бр. становника | 108   | 119   | 138   | 181   | 219   | 274   | 358   | 365   | 301   | 206   | 195   | 123   | 120   | 110   | 130   |

Напомена: У 1857, 1869, 1890, 1921. и 1931. садржи податке за насеља Чуши.